# Kleiburg
Kleiburg is een bestaand flatgebouw en straat/adres in de K-buurt van de Bijlmermeer (Bijlmer-Oost) in het Amsterdamse stadsdeel Zuidoost. Het was de laatste honingraatflat in de originele staat uit de jaren '70. Vanaf 1995 t/m heden is stadsdeel Zuidoost bezig met de vernieuwing en upgrade van de Bijlmer.
Alle hoogbouw/honingraatflats in de wijk zijn gesloopt of grondig gerenoveerd. 
In het jaar 1971 werd Kleiburg opgeleverd met uitsluitend 3/4kamer sociale huurwoningen. In 2012 werd gekozen voor een totale renovatie die in september 2013 startte en in december 2016 is afgerond. In het eerste en tweede segment zijn 200 gerenoveerde woningen opgeleverd in 2014. Tot en met 2016 werden de laatste 300 gerenoveerde woningen opgeleverd en de openbare ruimte rondom. 
Heden bestaat de flat uit koop- en particuliere huurwoningen en kleinschalige bedrijvigheid.
Het gebouw telt circa 500 appartementen verdeeld over 4 segmenten, 10 verdiepingen en 450 meter lange galerijen. Daarmee is het een van de grootste gebouwen (in vloeroppervlakte) van Nederland.
De begane grond en eerste verdieping bestaat uit woningen en kleinschalige bedrijvigheid. Sinds renovatie zijn de kelderboxen verplaatst naar de etages. De collectieve ruimtes, bedrijfsruimten, entreeportalen en gezamenlijke fietsenstallingen zijn verplaatst naar de begane grond. De voorheen over de totale lengte van het gebouw gelegen openbare 'binnenstraat' op de 1e etage, gekoppeld middels een drooglooptunnel aan de garage Kleiburg/Koningshoef, is verwijderd. Vanaf hier waren voorheen via het binnenstratenstelsel ook de flats Klieverink, Koningshoef, Grunder en Grubbehoeve overdekt te bereiken.
Kleiburg ligt bij het Bijlmermuseum en bij de (winkel)centra ArenAPoort, Diemerplein, Ganzenpoort en Kameleon. Recreatiegebieden in de buurt zijn Bijlmerweide, Diemerbos, Gaasperplas, Nelson Mandelapark en Brasapark.

## Geschiedenis en heden

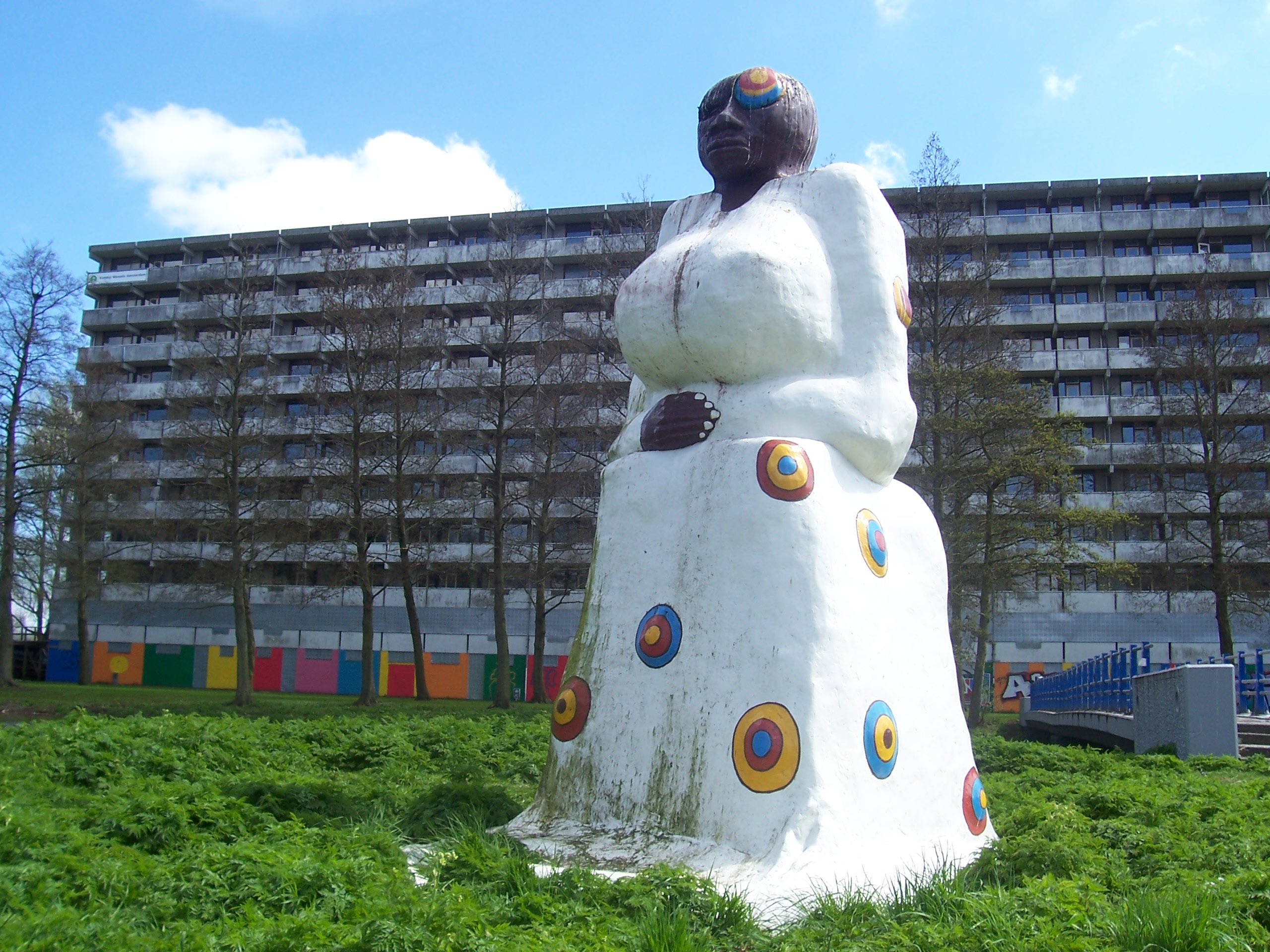
Kunstwerk Mama Aïsa en flat Kleiburg (2012)

Kleiburg is een honingraatvormige flat in de K-buurt. De naam Kleiburg verwijst zoals de meeste oorspronkelijke straatnamen in de wijk, naar een historische boerderij of buitenplaats in Nederland. In dit geval naar een voormalige boerderij in de Bijlmermeer. De flat is gebouwd in het Bijlmermuseumgebied. Een weids opgezet parkachtig gebied in Engelse landschapsstijl met daarin 6 honingraatflats en het monument Het groeiend monument ter nagedachtenis aan Bijlmerramp die samen de oorspronkelijke architectonische opzet van de wijk nog zoveel mogelijk handhaven. De metro rijdt hier verhoogd op de Bijlmerdreefmetrobrug, de omgeving is nog grotendeels autovrij en de honingraatflats zijn zoveel mogelijk behouden (op de gesloopte flats Grunder en Koningshoef na) en grondig gerenoveerd. 
In de jaren '80 zijn er verschillende grote aanpassingen gedaan in en rondom om de veiligheid te vergroten en de flat beter in de woningmarkt te positioneren. Toevoegen van camerabewaking, compartimenteren van kelderboxen, toegangsdeuren verstevigen, vuilstortkokers verplaatsen of saneren, bijplaatsen van liften, afsluiten van galerijen en nog een aantal verbeteringen. Groot probleem bleef de ongewenste toegang van (verslaafde) onbevoegden in de grote semi/openbare ruimten van het gebouw zoals de kelderboxen, garage en binnenstraat.
Vanaf 1986 is naast de flat in het water genaamd de Grubbezee (vernoemd naar Grubbehoeve) op een eilandje het kenmerkende standbeeld Mama Aïsa, Moeder Aarde geplaatst. Op 4 oktober 1992 voltrok zich in de flats pal naast de Bijlmerramp. Naar aanleiding van de ramp werd het gehele gebouw ontruimd. Een groot deel van de buurflats Klein-Kruitberg en Groeneveen waren verwoest en zijn later gesloopt. Ter nagedachtenis aan de slachtoffers van de Bijlmerramp verscheen er een monument op de rampplek. De jaren na de Bijlmerramp waren vooral een periode van neergang. 
Leegstand, criminaliteit, verloedering en drugsoverlast was aan de orde van de dag. Nadat de Bijlmer vernieuwing in 1992 startte was het de bedoeling om Kleiburg vanaf 2000 tot 2005 grondig te renoveren. Het zou de mooiste en meest bijzondere renovatie krijgen van alle flatgebouwen in de Bijlmermeer. Er moesten verschillende woningtypes zoals maisonette/duplex woningen, lofts en penthouses komen, extra liften en zelfs roltrappen zouden worden toegevoegd aan het gebouw en de buitenkant zou worden vernieuwd met een golvende buitengevel. De Amerikaanse architect Greg Lynn werd op het project "Renovatie Kleiburg" gezet. Door geldgebrek zijn al deze plannen later van tafel geveegd. 13 jaar later startte de totale renovatie van Consortium "DeFlat". In 2001 is er naast de flat een groot buitenpark geopend met onder andere een sprintbaan, tennisvelden, tafeltennis, fitnesstoestellen en een speeltuin. 
Parkeergebied (gratis) voor auto's is aan de voorkant van de flat.

## Renovatie als Klusflat

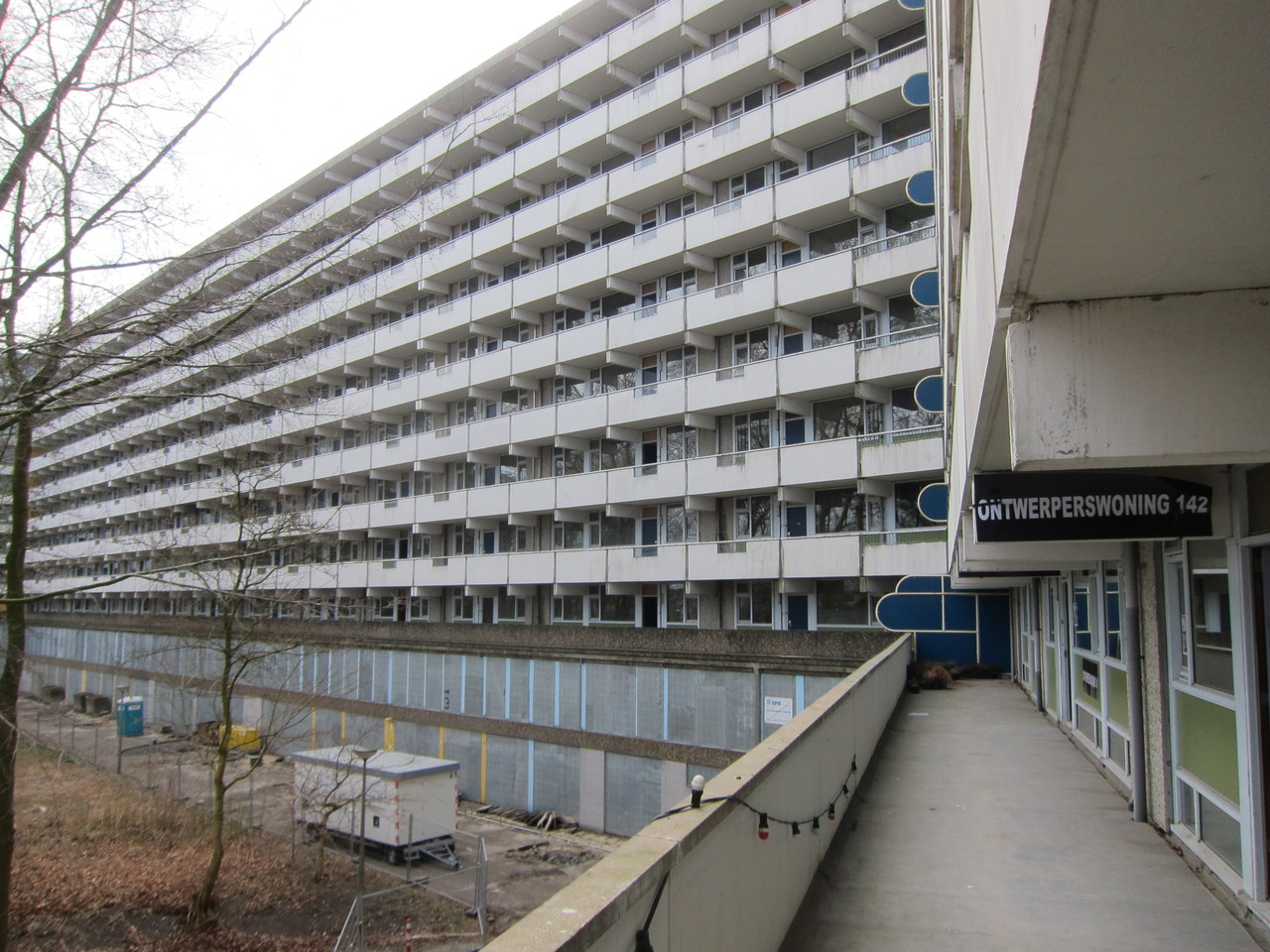
Kleiburg bij de start van het renovatieproject (2012)

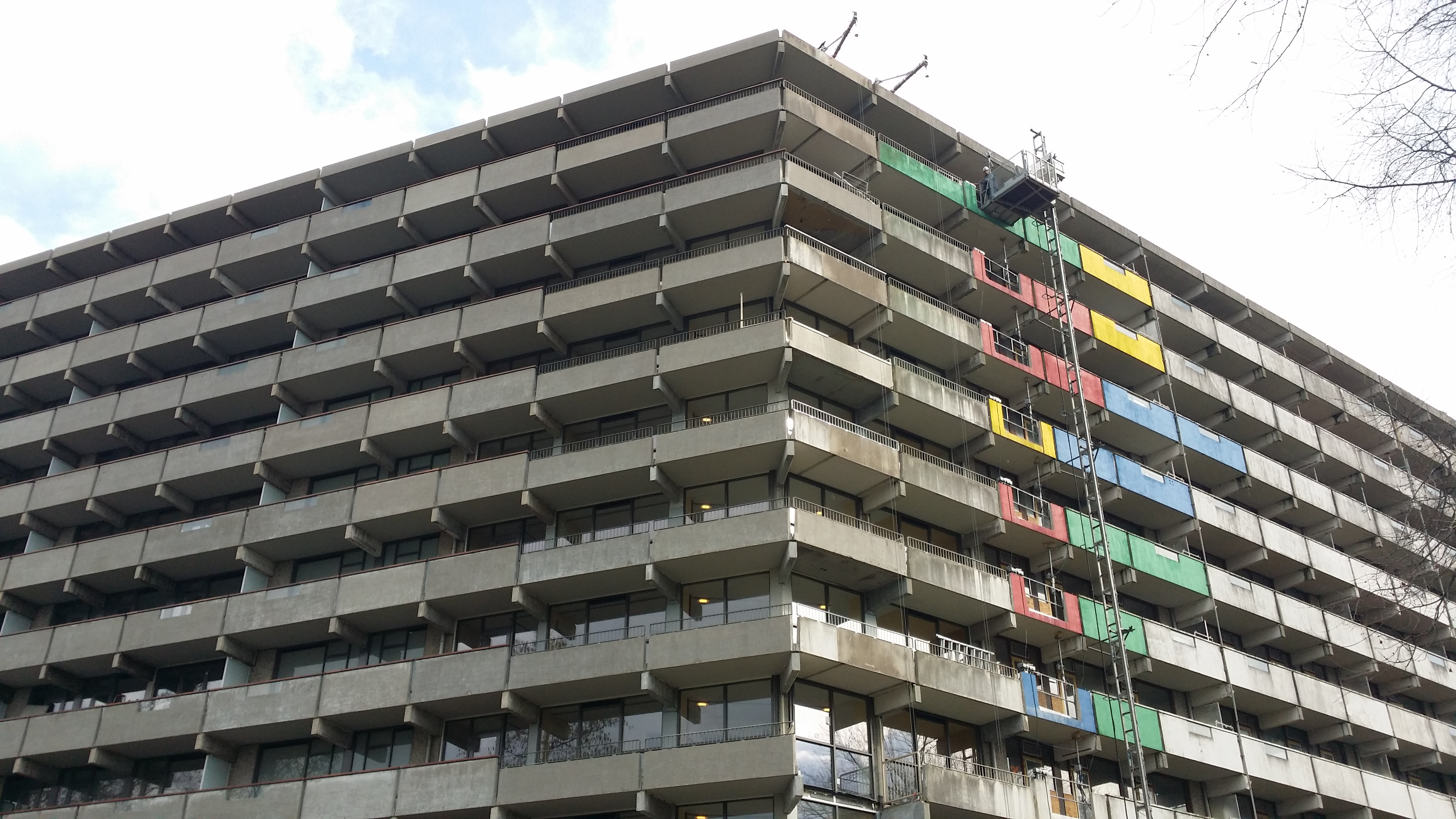
Kleiburg tijdens de renovatie (2014)

In 2009 begon de voormalige eigenaar van het complex woningbouwcorporatie Rochdale met de uitplaatsing van de bewoners uit Kleiburg. Het pand zou worden opgedoekt en daarna gesloopt. Rochdale zag geen kansen meer om de flat te behouden en wilde het liefst slopen. Tegen deze beslissing werd actie gevoerd door buurtbewoners waardoor uiteindelijk werd besloten het gebouw voor het symbolische bedrag van €1,- te verkopen aan een partij die met een volwaardig renovatieplan zou komen. 
Rochdale koos voor het Consortium "DeFlat". Een consortium samengesteld uit KondorWessels Vastgoed, Vireo Vastgoed, Hendriks CPO en Hollands Licht. De woningen werden tegen een scherpe prijs casco verkocht als klushuis. De ontwikkelende partijen (Consortium "DeFlat") renoveerde de buitenkant waarna de koper aan de beurt was om de binnenkant van het appartement naar eigen voorkeur in te richten en af te bouwen. De koper(s) mochten de binnenkant helemaal zelf afbouwen, maar mocht dit ook laten doen door een externe partij. Het consortium bood daarnaast ook afbouwpakketten aan. 
Enkele of meerdere naast of onder elkaar gelegen appartementen konden gekocht en gekoppeld worden tot een (groot) klushuis. Bewoners van de 10de verdieping hebben ook de mogelijkheid voor een daklicht, dakterras of verhoogd plafond. De flat werd opgedeeld naar vier fases, naar de vier bouwsegmenten.
Consortium "DeFlat" bleek een succes, de eerste twee fases zijn in 2013/2014 verkocht en gerenoveerd. De derde en vierde fase kwamen t/m 2016 ook snel aan de beurt. Rond de kerstdagen van 2014 werd bekendgemaakt door het consortium dat de complete flat gered was van de sloop. De benodigde 70% van de vierde en laatste fase was eind 2014 verkocht. In december 2016 was de gehele renovatie en openbare ruimte eromheen voltooid.
Het klushuizen project heeft zichzelf, zeker in de tijd van de kredietcrisis bewezen. De appartementen waren een van de meest betaalbare woningen in Amsterdam en omgeving en werden in hoog tempo verkocht. Het project werd landelijk bekend als grootste klushuizen project van Nederland.
In 2017 won het renovatieproject en het gebouw (als eerste in Nederland) de Europese Mies van der Rohe-architectuuraward en bij de Dutch Design Awards won het project in de categorieën Furture en Habitat.

## Huisnummering
| Etage | Huisnummers   |
| ----- | ------------- |
| 0/BG  | 3A t/m 55A    |
| 1     | 101 t/m 104   |
| 2     | 201 t/m 246   |
| 3     | 301 t/m 346   |
| 4     | 401 t/m 446   |
| 5     | 501 t/m 546   |
| 6     | 601 t/m 646   |
| 7     | 701 t/m 746   |
| 8     | 801 t/m 846   |
| 9     | 901 t/m 946   |
| 10    | 1001 t/m 1046 |

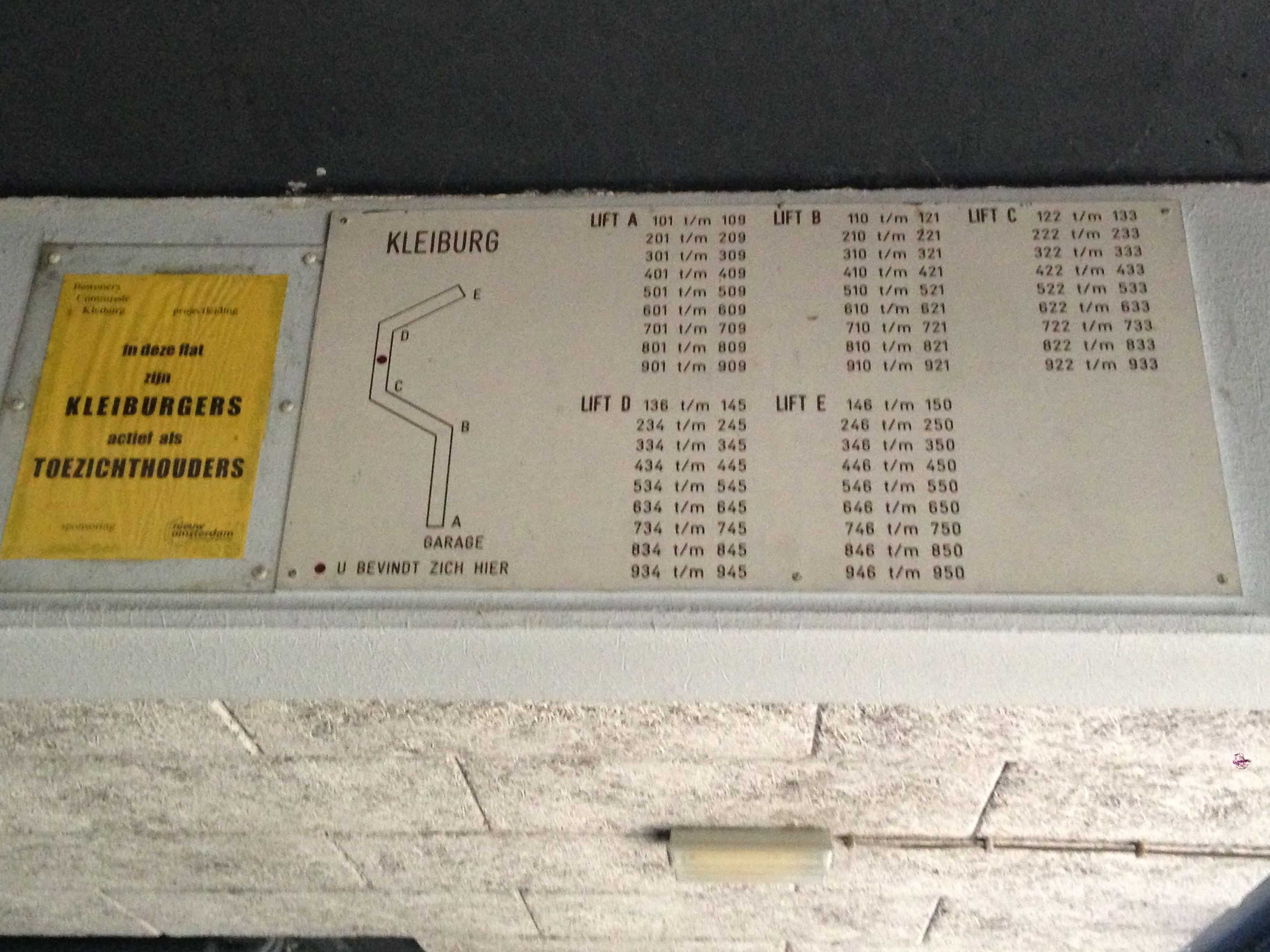
Oorspronkelijke huisnummering (1971 t/m 2013)
Segment 1: E t/m D
Segment 2: D t/m C
Segment 3: C t/m B
Segment 4: B t/m A

De huisnummering in Kleiburg is uitgevoerd in 'hotelnummering'. 
Vanaf de oplevering tot aan de totale renovatie werd de begane grond (maaiveldniveau) gezien als verdieping -1 (BG/kelderboxen) en de aan de parkeergarage gekoppelde binnenstraat op de eerste verdieping als verdieping 0/BS. Hierdoor was de huisnummering op de tweede verdieping 1xx op de derde verdieping 2xx et cetera. 9xx was de hoogste verdieping (tiende). Na de renovatie is dit losgelaten en wordt gestart met de huisnummering op de begane grond. Reden hiervoor is de opheffing van de binnenstraat en realisatie van de nieuwe maisonette woningen, klusstudio's en bedrijfsruimten.

## Bereikbaarheid

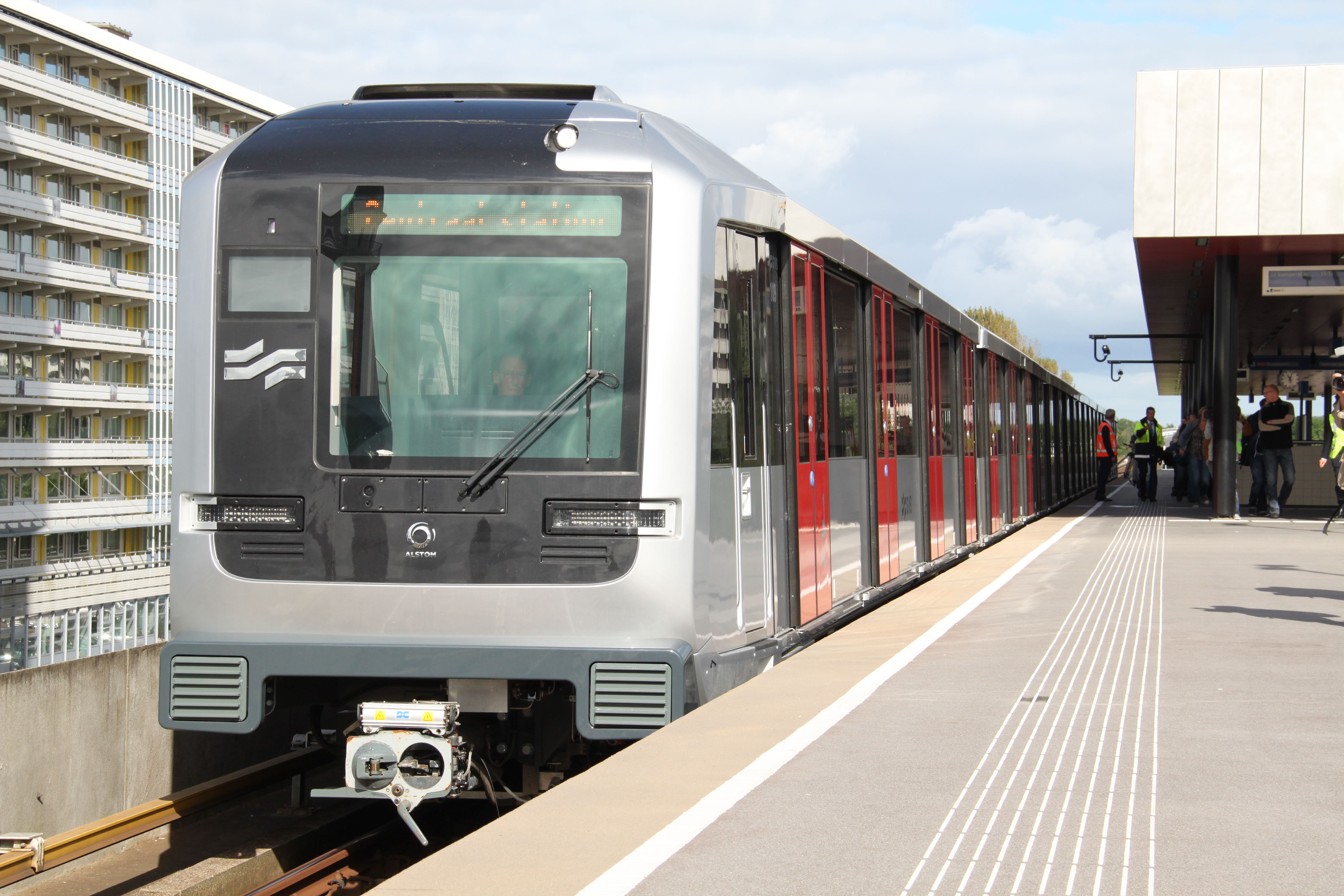
Metrostation Kraaiennest

Adres: Kleiburg (1104 EA) 

Metro:  Kraaiennest/Ganzenhoef 

Kleiburg is goed bereikbaar. Rijksweg A9, Rijksweg A10 en de S112 (Gooiseweg) liggen in de buurt. Het complex is bereikbaar via de Karspeldreef en ’s-Gravendijkdreef. 
Met het openbaar vervoer zijn er veel bushaltes en stations in de buurt. Metrostations Kraaiennest en Ganzenhoef liggen op circa vijf minuten lopen van de flat. Vanaf hier vertrekken de GVB buslijnen 41, 47, 49 en 66 naar verschillende locaties in de stad. De NS stations Diemen Zuid, Bijlmer ArenA en Duivendrecht zijn dichtbij met trein- en streekbusverbindingen naar heel Nederland. Kleiburg is ’s nachts zeven dagen per week door N30, N85 en N87 verbonden met de Amsterdamse binnenstad, het Centraal Station en Luchthaven Schiphol.

## Galerij

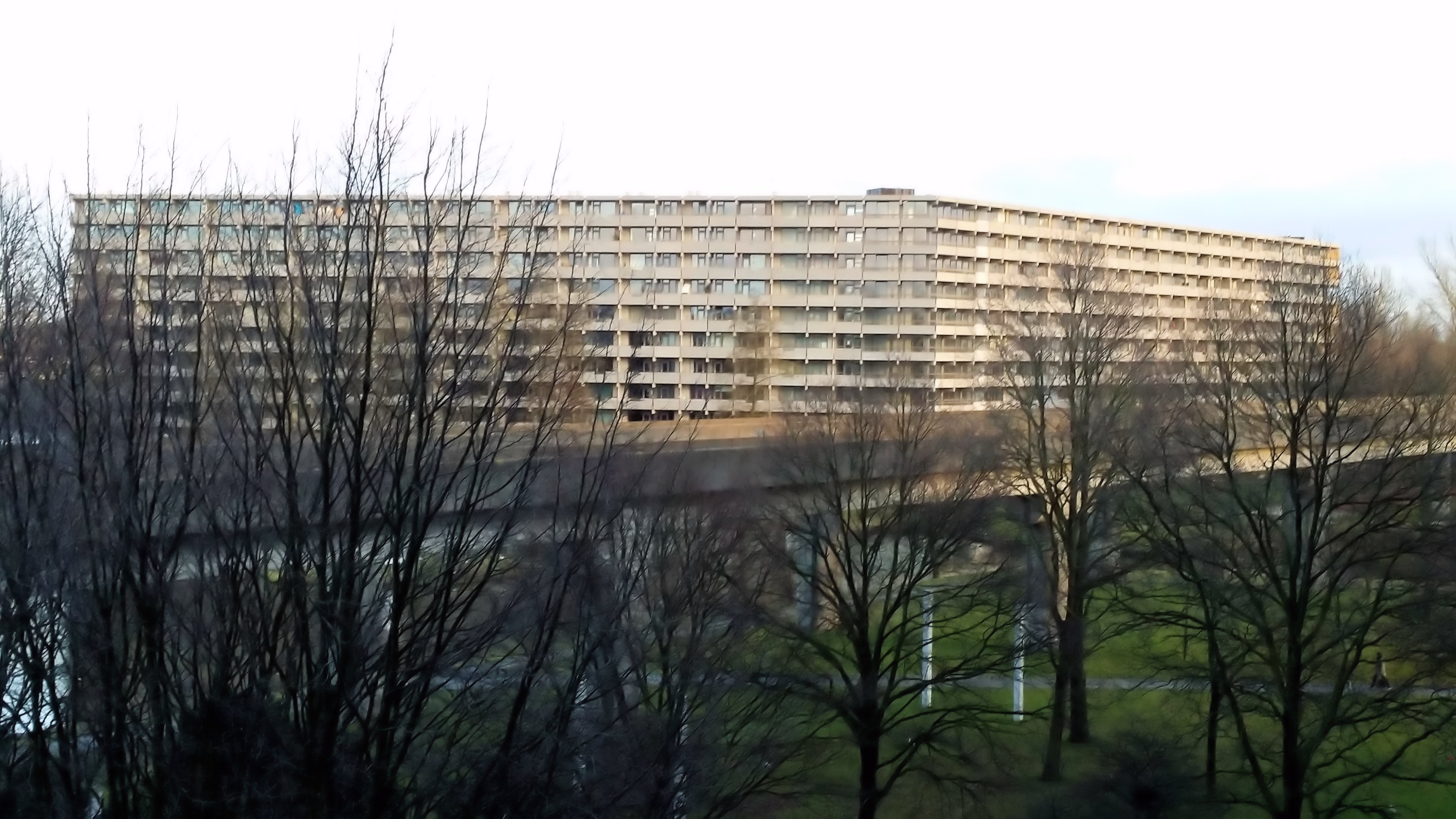
Kleiburg (2015)
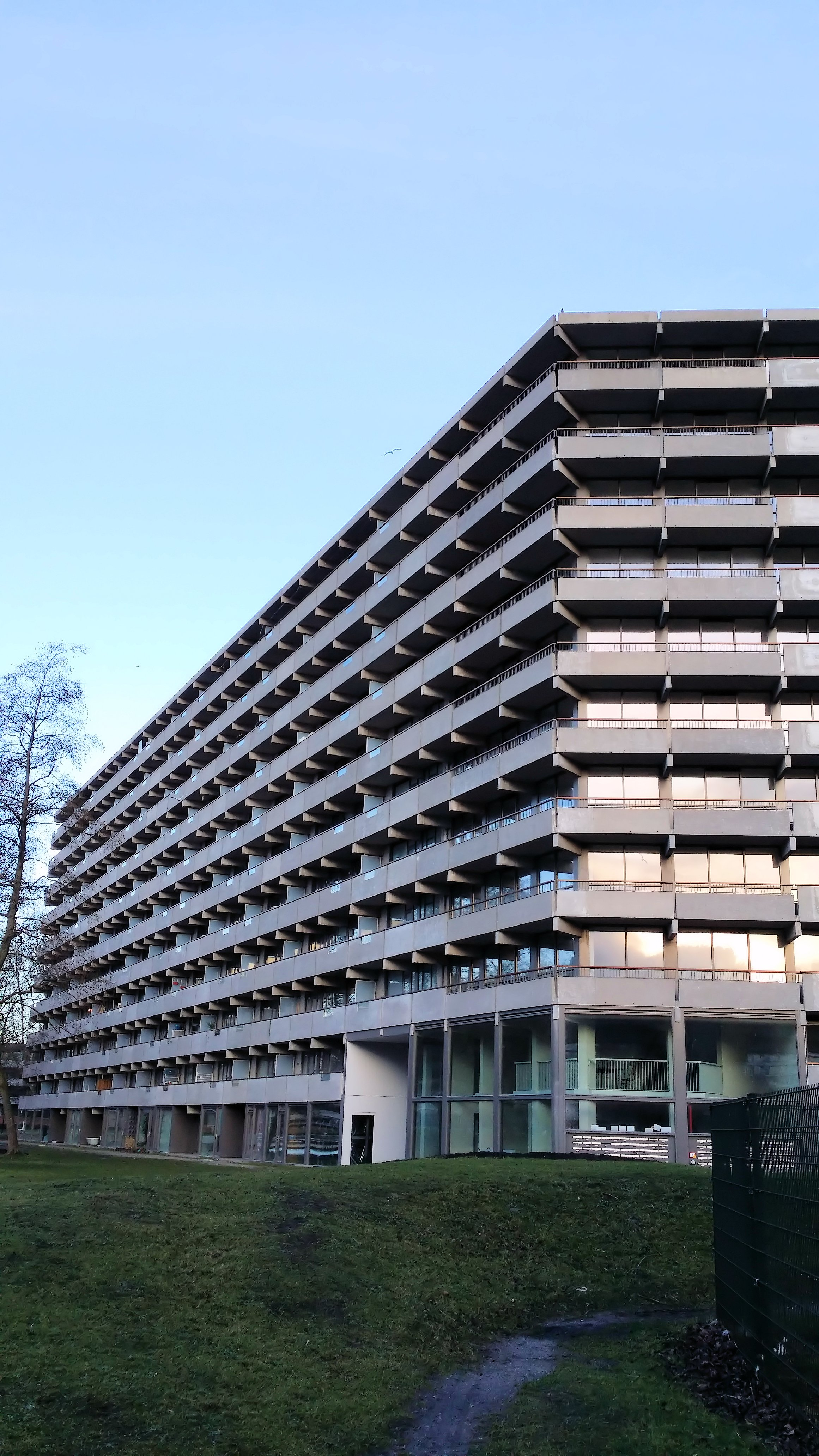
Kleiburg segmentovergang tussen 1 en 2 (de knik) (2015)
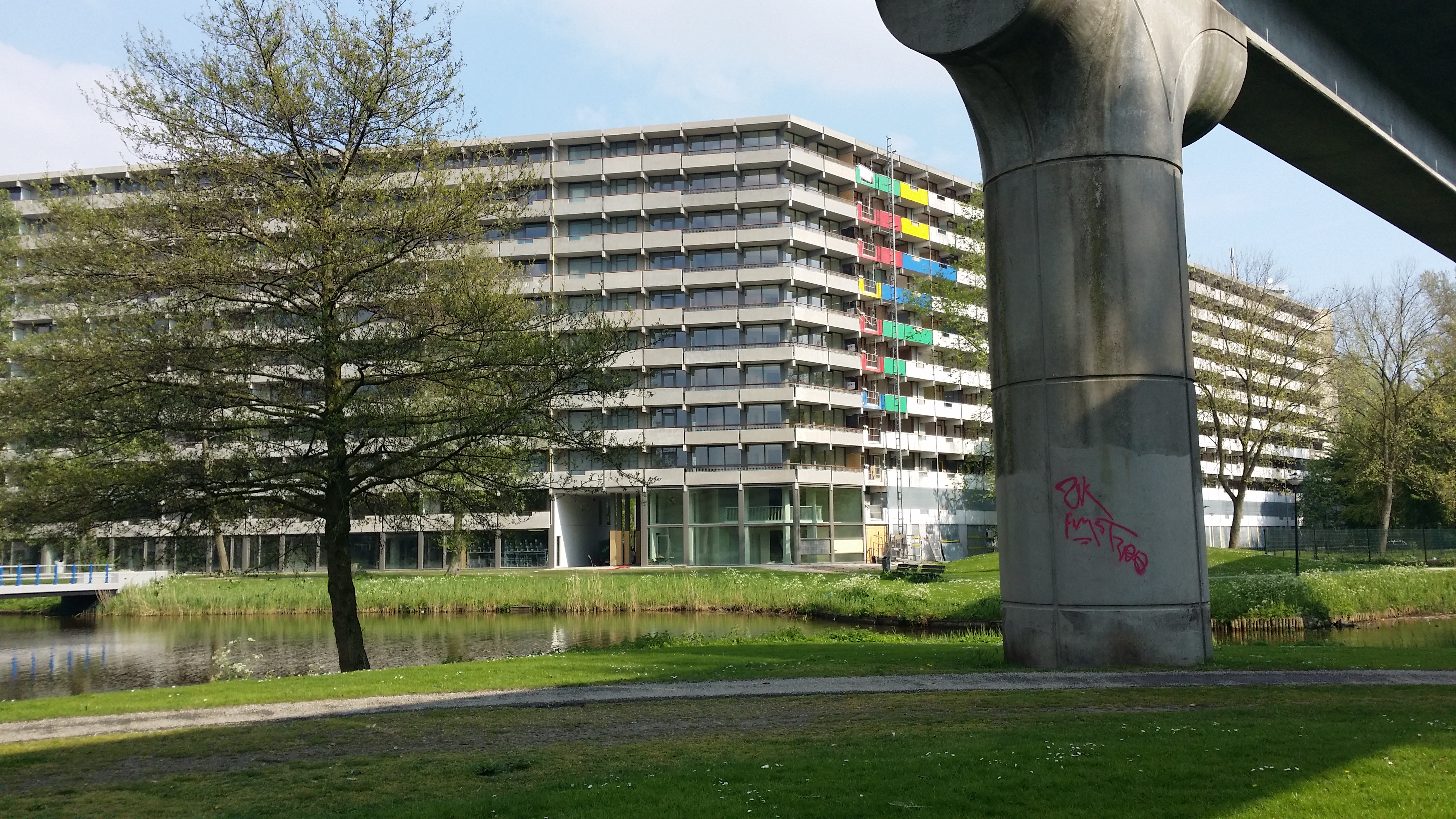
Kleiburg tijdens de renovatie (2014)
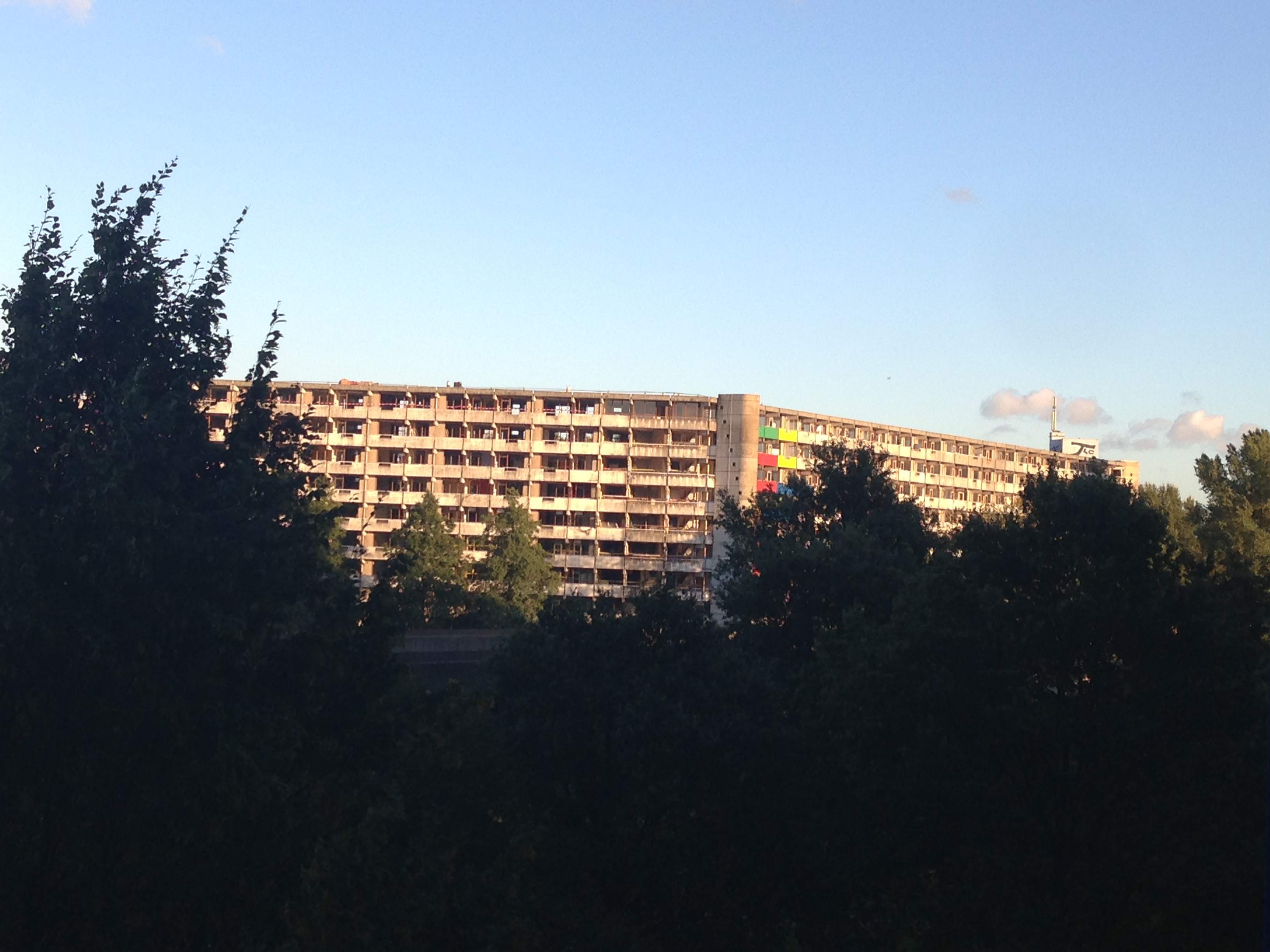
Kleiburg tijdens de renovatie (2013)
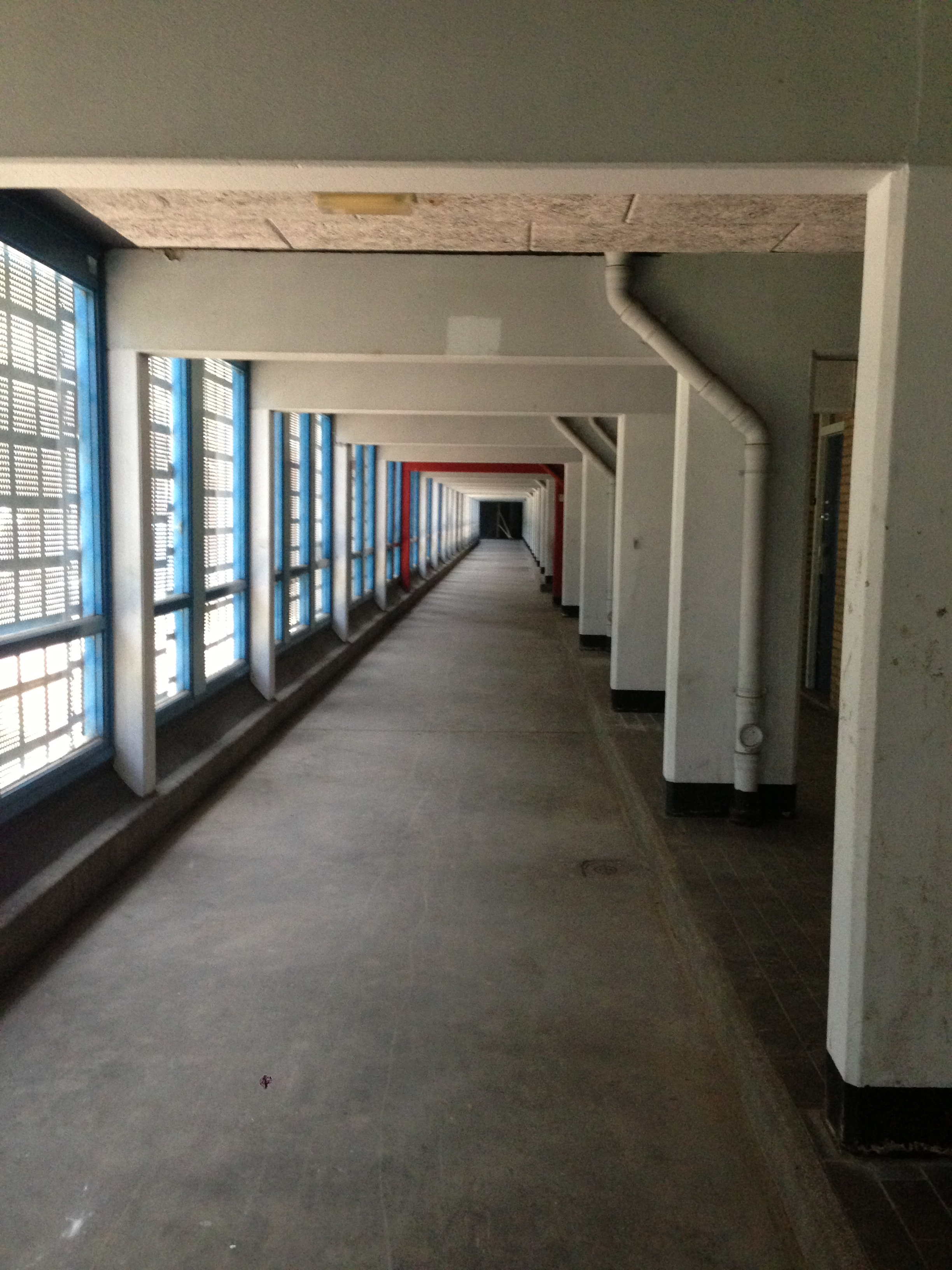
De oorspronkelijke binnenstraat (1971 t/m 2013)
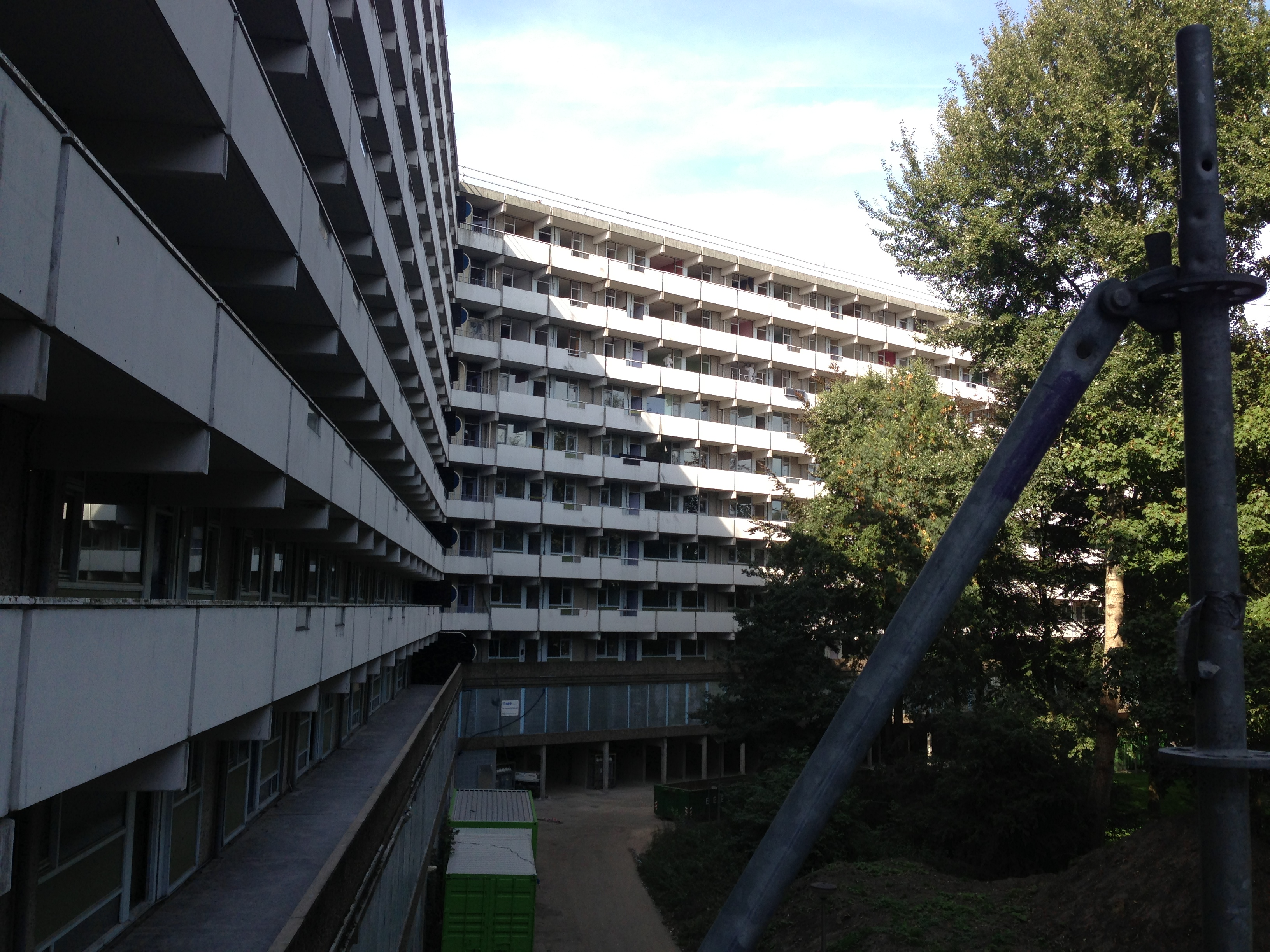
Kleiburg bij de start van de renovatie (2012)
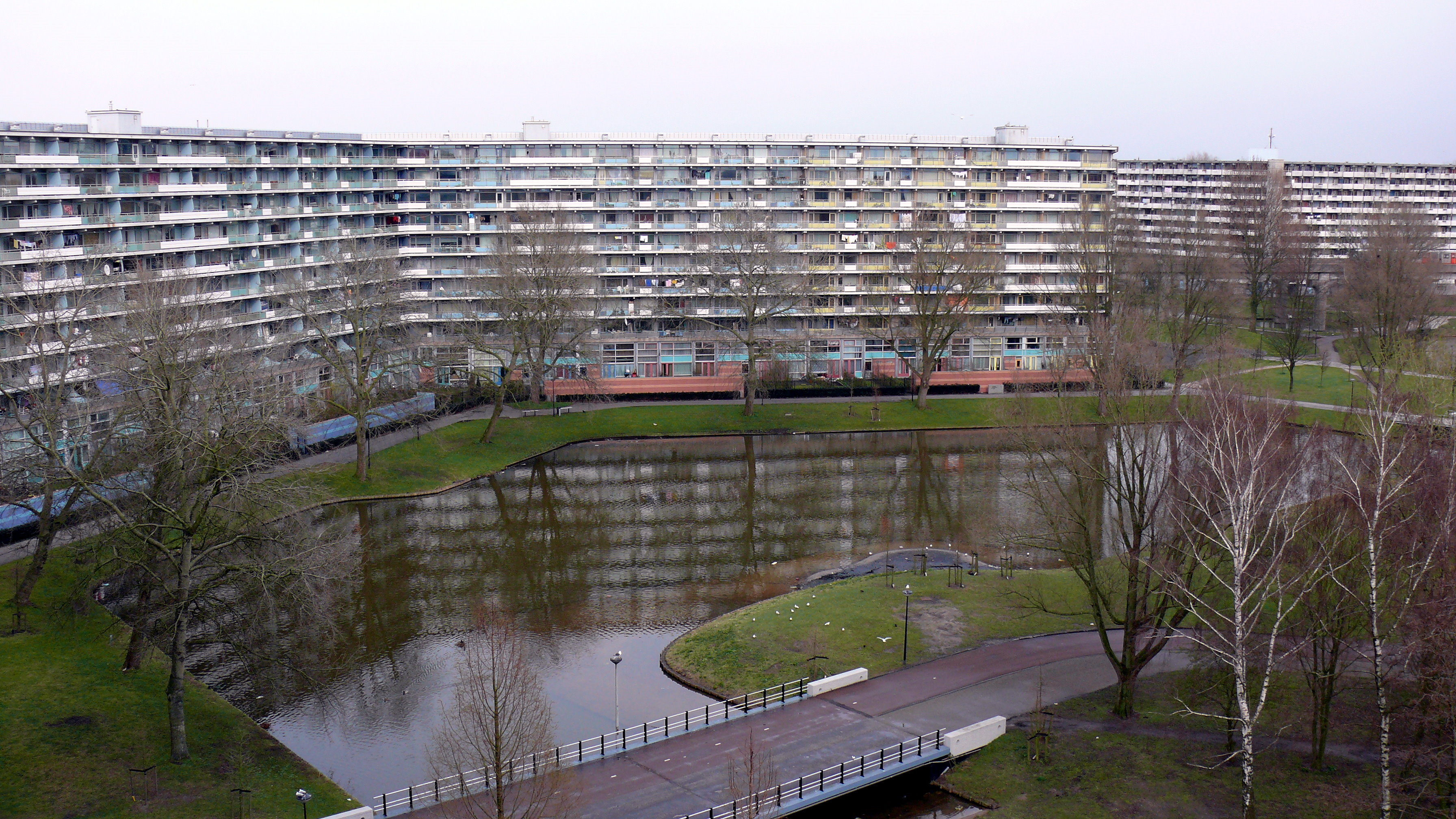
De flat Groeneveen en rechts Kleiburg (Bijlmermuseum) (2008)